# Thibie
Thibie – miejscowość i gmina we Francji, w regionie Grand Est, w departamencie Marna.
Według danych na rok 1990 gminę zamieszkiwało 278 osób, a gęstość zaludnienia wynosiła 27 osób/km².